# Pilularia
Pilularia este un gen de plante din familia Marsileaceae.